# История почты и почтовых марок Сальвадора
История почты и почтовых марок Сальвадора описывает развитие почтовой связи на территории Сальвадора, государства в Центральной Америке, граничащего с Гондурасом на востоке и севере, и Гватемалой на западе, на юге омываемого Тихим океаном, со столицей в Сан-Сальвадоре. Собственные общенациональные почтовые марки эмитируются с 1867 года. Сальвадор входит в число стран — участниц Всемирного почтового союза (ВПС; с 1879), а её национальным почтовым оператором является Correos de El Salvador.

## Развитие почты
История почты Сальвадора восходит ко временам колониальной зависимости от Испании в составе генерал-капитанства Гватемала с 1560 по 1821 год.
Самая первая известная почтовая отметка Сальвадора была обнаружена на письме, отправленном из Санта-Аны в Гватемалу 30 июля 1780 года. На нём стоит оттиск почтового штемпеля Санта-Аны домарочного периода.

### Колониальный период

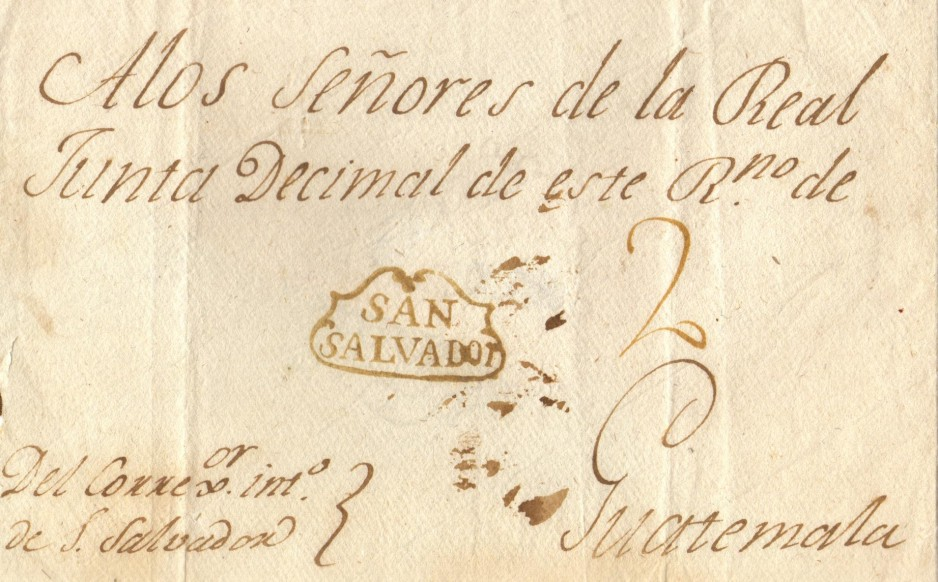
Домарочное письмо с почтовым штемпелем Сан-Сальвадора чёрного цвета в форме короны, адресованное в Гватемалу. Тариф 2 реала.

На протяжении всей колониальной эпохи Сальвадор был частью генерал-капитанства Гватемалы. Следовательно, история его почты в этот период непосредственно связана с другими провинциями этой территории: Чьяпас, Коста-Рика, Гватемала, Гондурас, Никарагуа. После испанского завоевания в 1520-х годах власти начали направлять гонцов к портам в Мексике и Юкатане, откуда вся корреспонденция отправлялась в Испанию. Однако только в 1602 году президент Королевской аудиенсии Гватемалы назначил Мануэля де Эстевеса генеральным почтмейстером Гватемалы и её провинций (исп. «Correo Mayor de Guatemala y sus Provincias»).
Эстевес умер в следующем году, но только в 1612 году Бальтазар Пинто де Амберес был назначен новым генеральным почтмейстером. Педро Креспо Хуарес, который купил эту должность и звание на публичных торгах, сменил его в 1620 году. После Хуареса только три человека занимали должность генерального почтмейстера, купив её: Франсиско де Лира и Серкамо (1646—1682), Хосе Агустин де Эстрада (1682—1730), и Педро Ортис де Летона (1730—1767). В 1767 году система назначения генерального почтмейстера была упразднена и заменена государственной монополией. 1 марта 1768 года была учреждена новая должность исп. «Administrador General de Correos y Maestre de Hostes, Postas, y Correosí», которую занял капитан-генерал Педро де Саласар Эррера Натера и Мендоса. В соответствии с новой системой Симон де Ларрасабал (1768—1797) стал отвечать за королевскую почту в Гватемале. Его сменил на этом посту Мигель де Атеага и Оласага (1797—1823), который стал последним испанским почтмейстером капитанства.
В начале колониальной эпохи был создан маршрут для перевозки товаров и грузов, в том числе почты, между Испанией и Центральной Америкой. Генеральный почтмейстер организовал периодические маршруты по территории капитанства и назначил своих представителей в Комаягуа, Сан-Сальвадор, Сьюдад-реаль, Чьяпас, Гондурас, Леон, Матагальпу и Картаго. Почтовые отправления в Испанию и из нее вначале получались и отправлялись через Веракрус, но в 1615 году маршрут был изменён. Корреспонденция перевозилась судами в порты Юкатана (либо Рио-Лагартос, либо Сизаль), доставлялась по суше через Вальядолид в Бакалар, бывший когда-то карибским портом, а затем каботажными судами по Гондурасскому заливу, и, наконец, по суше в город Гватемалу.
Первое почтовое судно в Мексику и Центральную Америку отплыло из Испании 4 ноября 1679 года и прибыло в Веракрус 28 марта 1680 года. К 1704 году маршрут в Центральную Америку снова был изменён: теперь почта вначале доставлялась в Веракрус, оттуда по суше перевозилась в Оахаку, а затем последовательно в Чиапас, Комитн, Уэуэтенанго, Тотоникапан и Гватемалу. Из Гватемалы маршрут продолжался на юг в города в Сальвадоре и в Накаоме (Гондурас), затем на север в Комаягуа и Тегусигальпу (Гондурас), и на юг в Леон (Никарагуа) и Картаго (Коста-Рика).
К 1754 году регулярные курьеры верхом на конях или мулах ездили из города Гватемала в Леон, забирая почту по пути. К 1766 году почтовая связь на юге дошла до Реалехо (Никарагуа) и Картаго. Кроме того, с 1748 года ежемесячные поездки гонцов на север достигли города Оахака, который служил перевалочным пунктом для почтовых отправлений, предназначенных для Испании или доставленных из Испании.
В августе 1764 года королевским указом было открыто ежемесячное морское сообщение, и суда регулярно ходили между Ла-Коруньей (Испания) и Гаваной (Куба). Из Гаваны шлюпы доставляли почту и посылки, в основном, в Веракрус, а также в Трухильо (Гондурас); оттуда конные гонцы везли почту в конечный пункт назначения. Что касается почты, отправляемой через Веракрус, то её перевозили в Асьенда де Сото, где расходился маршрут до Оахаки и Мехико. Там почтовые отправления для Центральной Америки сортировались и доставлялись в Оахаку. 22 февраля 1768 года испанская корона издала прокламацию с требованием обязательного проставления на всех почтовых отправлениях штемпелей и отметок в доказательство оплаты законных почтовых тарифов. Хотя почтовые штемпели существовали кое-где в испанской Америке до этой даты, вполне вероятно, что толчком к подготовке первых почтовых штемпелей для всего центральноамериканского региона послужил именно этот указ.
В изданном в 1796 году приказе генерал-капитан Гватемалы обозначил существующие маршруты и открыл новые маршруты к югу от города Гватемала. Две поездки осуществлялись в Леон ежемесячно с промежуточными остановками в Санта-Ане, Сан-Сальвадоре, Сан-Висенте и Сан-Мигеле (все в Сальвадоре). Из Леона ежемесячно осуществлялась поездка дальше на юг, заканчивающаяся в Картаго. Из Сан-Мигеля две поездки совершались в Трухильо (Гондурас), а одна поездка — в Тегусигальпу. И наконец, из Санта-Аны осуществлялись поездки в Ауачапан и Сонсонате. Обратные поездки производились по тем же маршрутам с той же частотой и были запланированы так, чтобы совпадать по времени с доставкой почты из отдаленных регионов.
С 1809 года было открыто пакетботное сообщение западного полушария из Истапы (Гватемала) через Картаго и Давид (Панама) до Гуаякиля (Эквадор). Известно, что первый рейс по этому маршруту состоялся 10 марта 1810 года. В 1811 году был открыт трёхмесячный почтовый маршрут между Гватемалой, Мексикой, Наветренными островами и Испанией.

#### Почтовые отделения
В течение 53 лет с начала работы колониальной государственной почты (1768) и до обретения независимости от Испании (1821) время от времени функционировали различные сальвадорские «estafetas» (почтовые отделения). Они находились в населённых пунктах Ауачапан, Атеос, Кохутепеке, Чалатенанго, Готера, Метапан, Мехиканос, Сан-Сальвадор, Сан-Мигель, Сан-Висенте, Санта-Ана, Сонсонате, Сучитото, Усулутане и Сакатеколука. Кроме того, известны почтовые штемпели почтовых отделений Олокуилте и Сенсунтепеке. Большинство писем или бандеролей этого периода предназначались для государственных целей, в основном в связи с торговлей индиго, кофе, табаком или с судебными делами.

#### Колониальные почтовые тарифы
С 1620 года по 1748 год действующие почтовые тарифы, оплачиваемые при получении письма в Центральной Америке, составляли 2 реала за одинарное письмо, 4 реала за двойное письмо (то есть письмо, сложенное в восемь раз, но не толще пальца), 8 реалов за письма от двух до шести пальцев толщиной, и от 2 до 3 песо за более толстые письма. В 1749 году, так называемая система измерения в пальцах была отменена, и к 1763 году почтовый сбор взимался строго по весу. Королевским указом 1764 года были установлены следующие тарифы на пересылку писем из всех американских владений Испании в Испанию: 4 медно-серебряных реала за одинарное письмо; 9 медно-серебряных реалов за двойное письмо; 12 медно-серебряных реалов за три четверти унции, 16 медно-серебряных реалов за унцию. В 1766 году был установлен тариф в 2 реала за одинарные письма, отправленные из Гватемалы в следующие пункты назначения:
- Комаягуа
- Тегусигальпа
- Леон
- Коста-Рика.

3 ноября 1796 года Мигель де Атеага, тогдашний почтмейстер Гватемалы, ввёл новый общий почтовый тариф. Тарифы были повышены в 1807 году для покрытия расходов на организацию второй поездки в Оахаку. Эти повышения составили ½ реала за одинарные письма, 1 реал за двойные и тройные письма, и ½ реала за каждую дополнительную унцию за письма, предназначенные для территорий, не входящих в генерал-капитанство. В соответствии с очередным почтовым тарифом, введённым 1 октября 1814 года и опубликованным в городе Гватемала в следующем году почтмейстером Мигелем де Атеага, за простое письмо весом менее половины унции взимались 3 реала в пределах Центральной Америки, Юкатана, на севере Мексики, в штате Табаско, штате Калифорния, на Карибских островах и в Новом Орлеане; 2 реала для различных городов в центральной части Мексики; 4 реала для Перу, остальной части Южной Америки, Филиппин и Испании.

### Центральноамериканская федерация
В период Федеративной Республики Центральной Америки с Мексикой (1821—1823) никаких важных изменений в почтовой системе, унаследованной от Испании, не произошло. При провозглашении Центральноамериканской федерации Мигеля де Атеагу, испанского почтмейстера с 1796 года, сменил Антонио Батрес и Наксера. Федерация издала своё первое почтовое законодательство 7 августа 1823 года, а первый почтовый указ о тарифах 24 апреля 1824 года.
В этом указе были изложены следующие почтовые тарифы за пересылку простого письма весом менее половины унции: 2 реала (Республики Центральной Америки) в любой пункт назначения в Центральной Америке, Южной Америке или в бассейне Карибского моря; и 4 реала в любой пункт назначения в Испании, на Филиппинах, в США и в любой другой зарубежной стране. Законодательством также освобождалась от уплаты почтовых тарифов корреспонденция всех должностных лиц Федерации, но эти широкие льготы по оплате были отменены Федеральным конгрессом в 1826 году. Федерация продолжала эксплуатацию маршрута до Оахаки, осуществляя две поездки в месяц из города Гватемала, а также добавила третью поездку на юг в Леон. Согласно списку почтовых отделений Федерации Центральной Америки в Сальвадоре в 1830 году «estafetas» работали в следующих городах: Ауачапан, Кохутепеке, Метапан, Сан-Мигель, Сан-Сальвадор, Сан-Висенте, Санта-Ана, Сонсонате, Сучитото, Сакатеколуке.

### Независимый Сальвадор
После отделения от Федерации Центральной Америки каждое государство взяло на себя всю ответственность за собственную почтовую службу. Однако нормативно-правовые акты Федерации продолжали использоваться в каждой стране до их замены местным законодательством. В отношении Сальвадора нет никаких сведений до 1849 года, когда почтмейстером был назначен Хосе Андрино. 13 июля того же года в Сальвадоре были открыты еженедельные маршруты в Гватемалу, Гондурас и Никарагуа. Первый закон о почтовой связи был принят 26 октября 1851 года, а три года спустя, 1 сентября 1854 года, был опубликован первый перечень почтовых трактов внутри страны. К 1857 году вся страна была снова охвачена почтовой связью.
В 1852 году был подписан международный почтовый договор между Гондурасом, Никарагуа и Сальвадором. Одним из практических последствий этого договора было то, что в свободном порту на острове Эль-Тигре, близ Амапала (Гондурас), почтовым служащим производился обмен почтой между тремя странами. Гватемала и Сальвадор подписали дополнительное соглашение в 1865 году с Боливией, Колумбией, Эквадором, Перу и Венесуэлой, предусматривающее взаимный обмен почтовыми отправлениями и посылками, бесплатный почтовый сбор в отношении служебной и дипломатической почты, а также регулировавшее другие процедурные вопросы. Считается, что Сальвадор, как и другие страны Центральной Америки, сохранял тариф в размере 2 реалов за пересылку внутренних и межцентральноамериканских почтовых отправлений за письма весом менее половины унции вплоть до выпуска собственных почтовых марок. На почтовых отправлениях, адресованных в любой пункт назначения в Центральной Америке и отправляемых из него, могли ставиться отметки как о предоплате почтового сбора, так и о его оплате по получении почтового отправления, по желанию отправителя.
В 1853 году Сальвадор подписал контракт с Центральноамериканской пароходной компанией (Central American Steam Navigation Company, CASNC), разрешающий почтовым пароходам заходиь в Акахутлу, Ла-Либертад и Ла-Унион. Пароходы этой компании курсировали раз в месяц между Истапой (Гватемала) и Панамой, заходя, поочерёдно, в Акахутлу, Ла-Либертад, Ла-Унион, Амапалу (Гондурас), Эль-Реальехо и Сан-Хуан-дель-Сур (Никарагуа) для перевозки почты, пассажиров и грузов. Каждое правительство субсидировало перевозку почты. Сообщение началось в 1854 году, и позднее было продолжено пароходами Железнодорожной компании Панамского канала (Panama Canal Railway Company), а затем пароходами Тихоокеанской почтовой пароходной компании (Pacific Mail Steamship Company). Можно предположить, что именно в силу этих обстоятельств были открыты почтовые отделения в трёх портах, куда заходили пароходы CASNC (Акахутла, Ла-Либертад и Ла-Унион).

## Выпуски почтовых марок

### Первые почтовые марки
Первые почтовые марки Сальвадора были выпущены в 1867 году и были напечатаны компанией American Bank Note Company. .В течение нескольких десятилетий дизайн сальвадорских почтовых марок явно испытывал влияние США, поскольку большинство выпусков были изготовлены «American Bank Note Company» и «Hamilton Bank Note Company» среди прочих. Начиная с 1950-х годов страна начала заказывать печать почтовых марок в Европе, а также производить их на месте. В последние годы почтовые марки в основном печатаются государственной типографией в Сан-Сальвадоре «Direccion General de Servicios Graficos», и их сюжеты отражают сочетание событий мирового значения с местными персоналиями или годовщинами.
Первые почтовые марки Сальвадора были изготовлены компанией «The American Bank Note Co. of New York», или, как указано в нижней части марочного листа: «Compañía Americana de Billetes de Banco de Nueva York». Напечатанные в сентябре 1866 года, они поступили в Сальвадор 17 декабря. Они были официально выпущены в обращение 17 января 1867 года, но их использование не было обязательным до 1 марта.
Серия состоит из почтовых марок четырёх номиналов: ½ реала (синяя), 1 реал (красная), 2 реала (зелёная) и 4 реала (тёмно-коричневая), выпущенных в листах по 100 экземпляров. На них изображён действующий вулкан и 11 звёзд, образующих полукруг над вулканом: каждая звезда представляет одну из сальвадорских провинций в те годы: Сан-Сальвадор, Ла-Либертад, Сонсонате, Санта-Ана, Ла-пас, Кускатлан, Усулутан, Сан-Висенте, Сан-Мигель, Ла-Унион, Чалатенанго. Стоимость первой серии, по оценке каталога «Ивер», составляет 18 евро.
Известны два тиража этого выпуска: выпущенный в сентябре 1866 года уже упоминался, и еще один в апреле 1873 года. Эти тиражи можно отличить по разным цветовым оттенкам каждого тиража, а также по толстому жёлтому клеевому слою на марках первого тиража, который отличается от тонкого белого клеевого слоя, использованного для второго тиража.
Традиционно вулканом, изображённым в центральном овале, считался вулкан Сан-Мигель. Однако, поскольку дизайн является аллегорическим изображением герба, существовавшего в то время, то на марках в действительности изображён не Сан-Мигель, а вулкан Исалько (широко известный как исп. El Faro del Pacífico — Маяк Тихого океана). Этот довод исходит из того, что в указе, подписанном Франсиско Дуэньясом и учредившим герб, конкретно упоминается вулкан Исалько как вдохновивший его дизайн, а также из мысли о том, что вулкан Исалько был (и остаётся) одним из символов страны. Реально прошедшие почту конверты с этими марками редки. До сих пор были зафиксированы только 37.

#### Сведения о печати
Этот выпуск был напечатан с помощью печатных форм, выгравированных способом глубокой печати в листах по сто марок, десять рядов по десять марок. На каждом из четырех полей листа имприматура типографии представлена три раза. В центре каждого поля надпись «American Bank Note Co., New York», а в центре пустого пространства с каждой стороны написано: компания «COMPANIA AMERICANA DE BILLETES DE BANCO NUEVA YORK». Имприматуры на испанском языке все выполнены заглавными буквами, а на английском — обычным шрифтом. Каждая имприматура занимает пространство, равное ширине двух марок, так что только у 1-й, 4-й, 7-й и 10-й марок внешних рядов на каждом листе нет букв по соседству. Как представляется, все печатные формы были размещены в том же порядке, что и верхние ряды, или, во всяком случае верхняя марка каждого вертикального ряда устанавливалась в первую очередь. Во всех четырех случаях ниже рисунка на передаточном валике была выгравирована направляющая точка. Поэтому по мере прижатия каждого оттиска к печатной форме ниже наносилась точка, которая служила ориентиром для правильного размещения штампа в последующем горизонтальном ряду. При прижатии последнего ряда точки появлялись на поле листа и они не были удалены. На роликовых штампах для печати марок номиналом 1/2 реала и 1 реал эта точка наносилась на расстоянии в 3,75 мм от центра нижней линии рамки рисунка. Её положение такое, что последующие оттиски не скрывают её, и точка всегда видна в левой части второго «O» в слове «CORREOS». На марках номиналом 1/2 реала точка очень заметна, но у номиналов 1 реал она очень мала. У марок номиналом 2 и 4 реала направляющая точка находилась в 4,5 мм от нижней части рисунка, поэтому она не часто заметна на марках.

### Выпуск «Contrasello» 1874 года

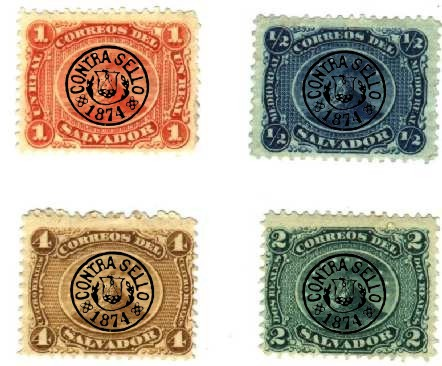
Серия марок «Contrasello», 1874 г.

Через семь лет после первого выпуска с вулканом правительство Сальвадора решило прекратить его использование, и с помощью резинового штампа нанесло на имевшихся запасах марок оттиск контрольного штемпеля чёрного цвета с национальным гербом в центре и с надписью по окружности исп. «Contrasello — 1874» и кругом. Причины использования этого ручного штемпеля остаются неизвестными. Тем не менее, со временем появились два объяснения:
- Выпуск был отмечен контрольным штемпелем, потому что из почтового отделения в Сан-Сальвадоре было похищено значительное количество почтовых марок. Эту версию, высказанную Жан-Батистом Моэнсом в октябре 1874 года в номере «Le Timbre-Poste», вскоре подхватили другие филателистические журналы того времени, и сейчас это наиболее известное объяснение.
- Ручной штемпель стал мерой, предпринятой правительством в целях предотвращения оборота поддельных марок, которым мог быть второй тип поддельных марок выпуска 1867 года. Эту гипотезу также выдвинул, но в то же время и опроверг Моэнс, впрочем она была позже поддержана статьёй, написанной Самуэлем Доусоном, который находился в Сальвадоре в то время.

Отсутствие официальных сведений того времени препятствует нам точно установить, какая из высказанных версий верна. В любом случае, причина для использования этого ручного штемпеля должна была быть достаточно веской для того, чтобы эмиссия большей части второго тиража выпуска 1867 года (который, должно быть, поступил в Сальвадор летом 1873 года) была отложена и надпечатана для дальнейшего использования.

### Последующие выпуски
С 1879 года по 1904 год в Сальвадоре в качестве почтовых марок применялись телеграфные марки.
Первые памятные марки Сальвадора были эмитированы в 1893 году.
Первый почтовый блок страны был выпущен в 1941 году.

## Другие виды почтовых марок

### Авиапочтовые
Первые марки, служившие для оплаты дополнительного авиатарифа, появились в 1929 году. Надпись на авиапочтовых марках — исп. «Aéreo» («Авиа»).

### Служебные
В 1896—1948 годах в Сальвадоре издавались служебные марки. Такие марки обозначались надписью исп. «Oficial» («Служебное») или «Franqueo oficial» («Служебная доставка»).

### Посылочные марки
В 1895 году вышли посылочные марки. Надпись на таких марках: исп. «Fardos» («Пакеты»).

### Марки для уведомления о вручении
В 1897 году Сальвадор стал одной из немногих стран, выпустивших марки для уведомления о вручении. Надпись на таких марках: исп. «Avis de réception».

### Доплатные марки
Почтовым ведомством Сальвадора в 1895—1910 годах эмитировались доплатные марки. Надпись на доплатных марках: исп. «Franqueo deficiente» («Доставка неоплаченной корреспонденции»).

### Марки денежных почтовых переводов
Марки денежных почтовых переводов выпускались в Сальвадоре в 1895—1906 годах. Для них характерна надпись: исп. «Servicio de correos. Giros» («Служба почты. Переводы»).